# Stanisław Kłosowicz
Stanisław Kłosowicz (4 de março de 1903 – 16 de outubro de 1955) foi um ex-ciclista polonês. Competiu nos Jogos Olímpicos de Verão de 1928 em duas provas de ciclismo de estrada.